# 에너지자원신문
에너지자원신문(에너지資源新聞,Energy Resources & Tech News Times)는 2020년에 창간된 대한민국의 인터넷신문이다. 

## 개요
에너지자원신문은 2020년 1월30일 창간한 에너지 전문 인터넷신문이다. 에너지 산업과 각종 자원 산업 관련 소식을 취재 및 편집해 독자들에게 전달하고 있다. 